# Беломорци
Беломорци (болг. Беломорци) — село в Болгарии. Находится в Тырговиштской области, входит в общину Омуртаг. Население составляет 1214 человек (2022).

## Политическая ситуация
В местном кметстве Беломорци, в состав которого входит Беломорци, должность кмета (старосты) исполняет Харизан Стоянов Георгиев (Движение за права и свободы (ДПС)) по результатам выборов.
Кмет (мэр) общины Омуртаг — Неждет Джевдет Шабан Движение за права и свободы (ДПС)) по результатам выборов.